# Dynamické DNS
Dynamické DNS (anglicky Dynamic DNS, zkratka DDNS) je označení systému, který umožňuje v reálném čase aktualizovat záznamy uložené o internetové doméně na DNS serveru. Nejčastěji se jedná o propojení názvu počítače s dynamicky přidělenou IP adresou, což umožňuje používat pro spojení s počítačem stabilní DNS jméno místo neustále se měnící IP adresy. Systém je využíván v lokálních sítích nebo pro počítače, které se připojují k různým poskytovatelům připojení k Internetu.

## Princip funkce
Protokol DDNS popisuje RFC 2136 a RFC 2845. Pro ruční obsluhu lze použít program nsupdate, ale ne vždy se však DDNS pro aktualizaci DNS používá. Například program ddclient odesílá žádosti o změnu v DNS pomocí HTTP protokolu a jeho příkazu GET.
Charakteristickým rysem DDNS je nastavení velmi krátké doby cachování DNS záznamů (v řádu minut), což zajistí, že nebude díky záznamu v cache používána zastaralá IP adresa, protože jsou záznamy v případě potřeby získány přímo z hlavních DNS serverů příslušné domény.
Záznamy na DNS serveru lze chránit pomocí TSIG autentizace, která používá hash klíč HMAC-MD5. Nevýhodou je, že klíč se musí nahrát na každém klientu. Microsoft vyvinul alternativu GSS-TSIG, která pro autentizaci využívá protokol Kerberos, takže není potřeba na stanice nahrávat ověřovací klíče. GSS-TSIG je navržen ke standardizaci a je jediným podporovaným ověřovacím prostředkem pro Microsoft Windows 2000, Windows XP a Windows 2003.

## Příklady použití DDNS
- V lokální síti stanice dostane pomocí DHCP protokolu svoji IP adresu. Součástí DHCP dotazu může být i jméno stanice, takže DHCP server (nebo i sama stanice) může okamžitě pomocí DDNS zapsat do příslušné internetové domény jméno počítače a jeho IP adresu. Stanice je tak po přidělení IP adresy automaticky zařazena i do DNS.

- Uživatel, který se připojuje k různým poskytovatelům internetového připojení, může pokaždé mít jinou IP adresu. Aby protistrana nemusela pro připojení k jeho počítači složitě zjišťovat IP adresu, zajistí uživatel ihned po připojení k Internetu zápis pomocí DDNS, který propojí stálé internetové jméno s právě použitou IP adresou.

- DDNS je součástí Active Directory, jejíž doménové servery si do DNS ukládají SRV záznamy, aby je mohly stanice při přihlašování do Active Directory snadno nalézt. Stejný způsob se používá i při přihlašování do starší Windows NT domény. Přihlášená stanice pomocí SRV záznamů zavede pomocí DDNS do internetové domény své jméno a IP adresu, takže je ostatními počítači snadno dostupná. DDNS je dnes v těchto sítích preferovaným způsobem překladu jména na IP adresu počítače a protokoly NetBEUI a WINS jsou považovány za zastaralé. DNS server BIND podporuje pouze schéma TSIG definované v RFC 2845.